# Ориш'є
45°24′ пн. ш. 15°17′ сх. д. / 45.40° пн. ш. 15.29° сх. д.
Ориш'є (хорв. Orišje) — населений пункт у Хорватії, у Карловацькій жупанії у складі громади Босилєво.

## Населення
Населення за даними перепису 2011 року становило 50 осіб.
Динаміка чисельності населення поселення: